# Santa Casa da Misericórdia de São João del-Rei

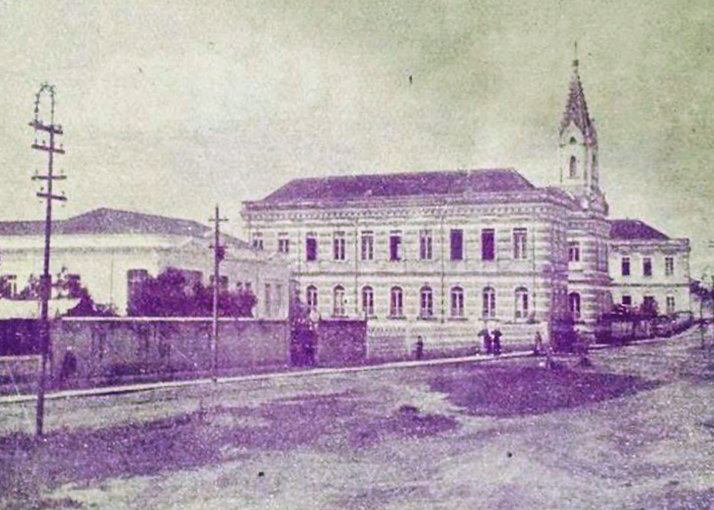
A Santa Casa de Misericórdia de São João del-Rei e sua capela em 1918, após uma grande reforma em 1914

A Santa Casa da Misericórdia de São João del-Rei foi fundada em 1783 por Manuel de Jesus Fortes, que atuou como pedinte para angariar os recursos necessários à manutenção da instituição de caridade. Desde sua fundação, a Santa Casa tem desempenhado um papel essencial na assistência à saúde da comunidade e é atualmente uma referência regional.

## Educação
Desde 17 de maio de 1962, a Santa Casa mantém a Escola de Saúde "Antonina Neves", oferecendo os cursos de Técnico em Enfermagem e Técnico em Radiologia Médica-Radiodiagnóstico, contribuindo para a formação de profissionais de saúde na região.